# Tess Slesinger

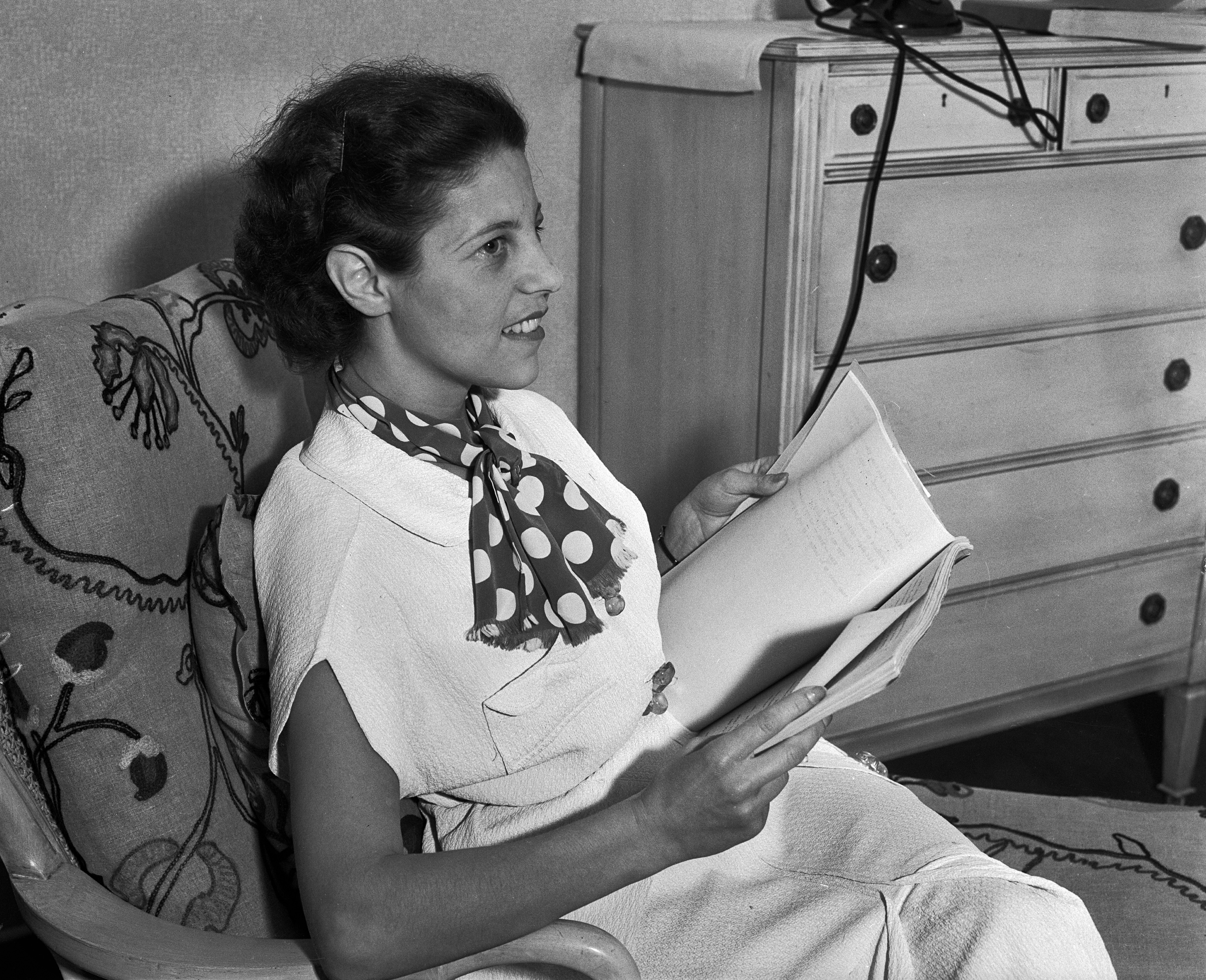
Tess Slesinger (1935)

Tess Slesinger (* 16. Juli 1905 in New York City; † 21. Februar 1945 in Los Angeles, Kalifornien) war eine US-amerikanische Schriftstellerin und Drehbuchautorin.

## Leben
Slesinger wuchs als Kinder jüdischer Eltern mit ungarisch-russischer Herkunft zusammen mit drei Brüdern auf der Upper West Side in New York auf. Nach ihrer Schulbildung besuchte sie das Swarthmore College sowie die Columbia University Graduate School of Journalism. Sie erlangte einen Bachelor-Abschluss im Fach Englisch. 1928 heiratete sie Herbert Solow, vier Jahre später erfolgte ihre Scheidung. Über ihren Mann kam sie in Kontakt mit den New York Intellectuals um Lionel Trilling und anderen.
Zunächst arbeitete Slesinger für mehrere Jahre als Journalistin und verfasste dann Buchkritiken für das linke Kulturmagazin Menorah Journal. In den 1930er Jahren begann sie Kurzgeschichten zu veröffentlichen, 1934 folgte mit The Unpossessed ihr erster und einziger Roman. Hierin verarbeitete sie ihre Erfahrungen im linken kulturellen Spektrum New Yorks.
In Folge ihres literarischen Erfolgs wurde der Filmproduzent Irving Thalberg auf sie aufmerksam und holte sie als Drehbuchautorin nach Hollywood. Hier lernte sie mit Frank Davis ihren zweiten Ehemann kennen, den sie 1936 heiratete. Die beiden verfassten in den folgenden Jahren einige Drehbücher. 1937 wurde ihr gemeinsamer Sohn geboren, im Jahr darauf folgte eine Tochter. Ihr Sohn Peter Davis war als Drehbuchautor und Produzent von Dokumentationen erfolgreich.
Slesinger verstarb in Folge einer Krebserkrankung.
Gemeinsam mit Frank Davis war Slesinger posthum 1946 für das Drehbuch zu Ein Baum wächst in Brooklyn für den Oscar in der Kategorie Bestes adaptiertes Drehbuch nominiert.

## Filmografie (Auswahl)
- 1937: Die gute Erde (The Good Earth)
- 1937: Die Braut trug Rot (The Bride Wore Red)
- 1938: Girls’ School
- 1940: Dance, Girl, Dance
- 1941: Echo der Jugend (Remember the Day)
- 1945: Ein Baum wächst in Brooklyn (A Tree Grows in Brooklyn)

## Werke
- Time: The Present. Selected Stories of Tess Slesinger. Introduction by Vivian Gornick; afterword by Paula Rabinowitz, Boiler House Press, Norwich 2022 (Original: 1935), ISBN 978-1-913861-58-2.
- The Unpossessed: A Novel of the Thirties. Introduction by Elizabeth Hardwick, New York Review Books, New York 2002 (Original: 1934), ISBN 1-59017-014-8.